# Quai Louis-Blériot
Quai Louis-Blériot (nábřeží Louise Blériota) je nábřeží v Paříži. Nachází se v 16. obvodu. Je pojmenováno podle francouzského letce Louise Blériota. Nábřeží je součástí rychlostní komunikace Voie Georges-Pompidou.

## Poloha
Nábřeží vede po pravém břehu řeky Seiny. Začíná na křižovatce s Avenue de Versailles u mostu Grenelle v blízkosti Maison de Radio France a končí na křižovatce s Boulevardem Murat, kde na něj navazuje Quai Saint-Exupéry.